# Kintyre
Kintyre (Ceann Tìre en gaélico escocés) es una península situada al oeste de Escocia, en el sudoeste del condado de Argyll y Bute. Tiene una longitud de unos 48 km, desde el Mull of Kintyre en el sur (al que Paul McCartney dedicó una conocida canción en 1977), hasta el East Loch Tarbert en el norte. 
La región colindante con esta península por el norte se llama Knapdale. Al sur, es el punto más cercano entre las islas de Gran Bretaña e Irlanda, separadas por el Canal del Norte de sólo unos 20 km de ancho en los estrechos de Moyle.
Geográficamente, la península de Kintyre es alargada y estrecha, ya que en ningún punto supera los 18 km de costa a costa. La parte central de la península está compuesta principalmente por páramos montañosos, mientras que las zonas costeras y parte del interior están compuestos por tierras fértiles. Así pues, Kintyre ha sido una zona de frecuentes asentamientos humanos, desde los primeros escotos que migraron desde el Ulster hasta el oeste de Escocia, hasta los vikingos noruegos que conquistaron el área hacia el año 1000.
La localidad más grande de la zona es Campbeltown (a unos 9 km del Mull por carretera), que ostenta el título de "Burgo Real" desde mediados del siglo XVIII. La economía de la zona se basa tradicionalmente en la pesca y la agricultura, aunque Campbeltown se ha ganado también una reputación por su whisky de malta, en especial su premiado Springbank.

## Localidades de Kintyre

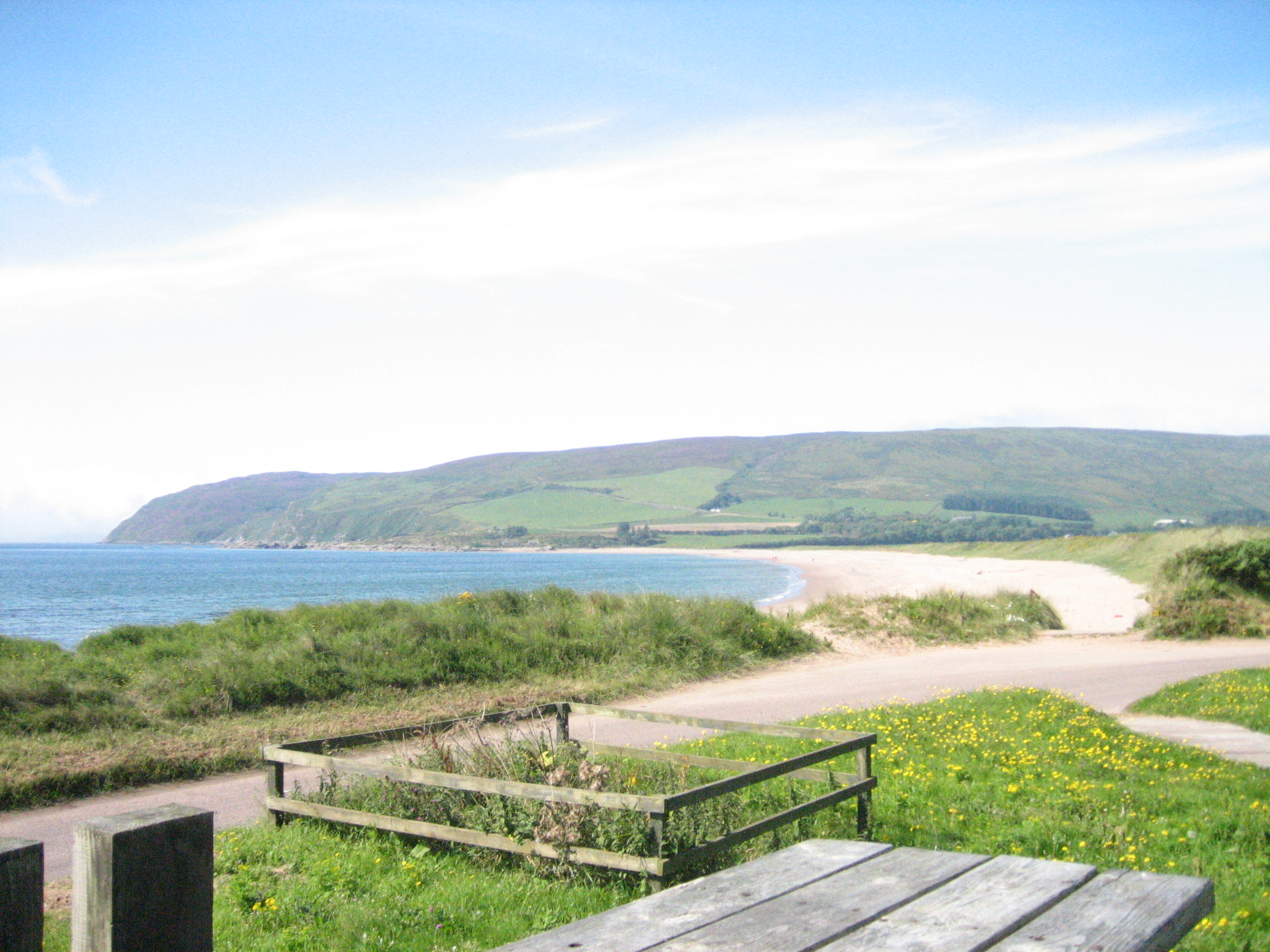
Costa sur de Kintyre.

Bellochantuy, Campbeltown, Carradale, Clachan, Claonaig, Drumlemble, Glenbarr, Grogport, Kilchenzie, Machrihanish, Muasdale, Peninver, Saddell, Skipness, Southend, Stewarton, Tayinloan, Tarbert, y Whitehouse.

## Transporte
En Kintyre existen los siguientes transportes:

### Autobuses
- Servicios de larga distancia a Glasgow, operados por Scottish Citylink.
- Servicios de corto recorrido, operados por West Coast Motors.

### Avión
Los aeropuertos más cercanos son el Glasgow International Airport y Campbeltown Airport

### Ferries
Operados por Caledonian MacBrayne, con las siguientes rutas:
- - Campbeltown - Ballycastle (actualmente suspendido)
  - Claonaig - Lochranza (sólo durante el verano)
  - Kennacraig - Islay
  - Tarbert - Lochranza (durante el invierno)
  - Tarbert - Portavadie
  - Tayinloan - Gigha

Otros operadores ofrecen la línea Campbeltown - Troon desde mayo de 2006.

## Lugares de interés turístico
- Iglesia de Clachan
- Iglesia de Kilchenzie

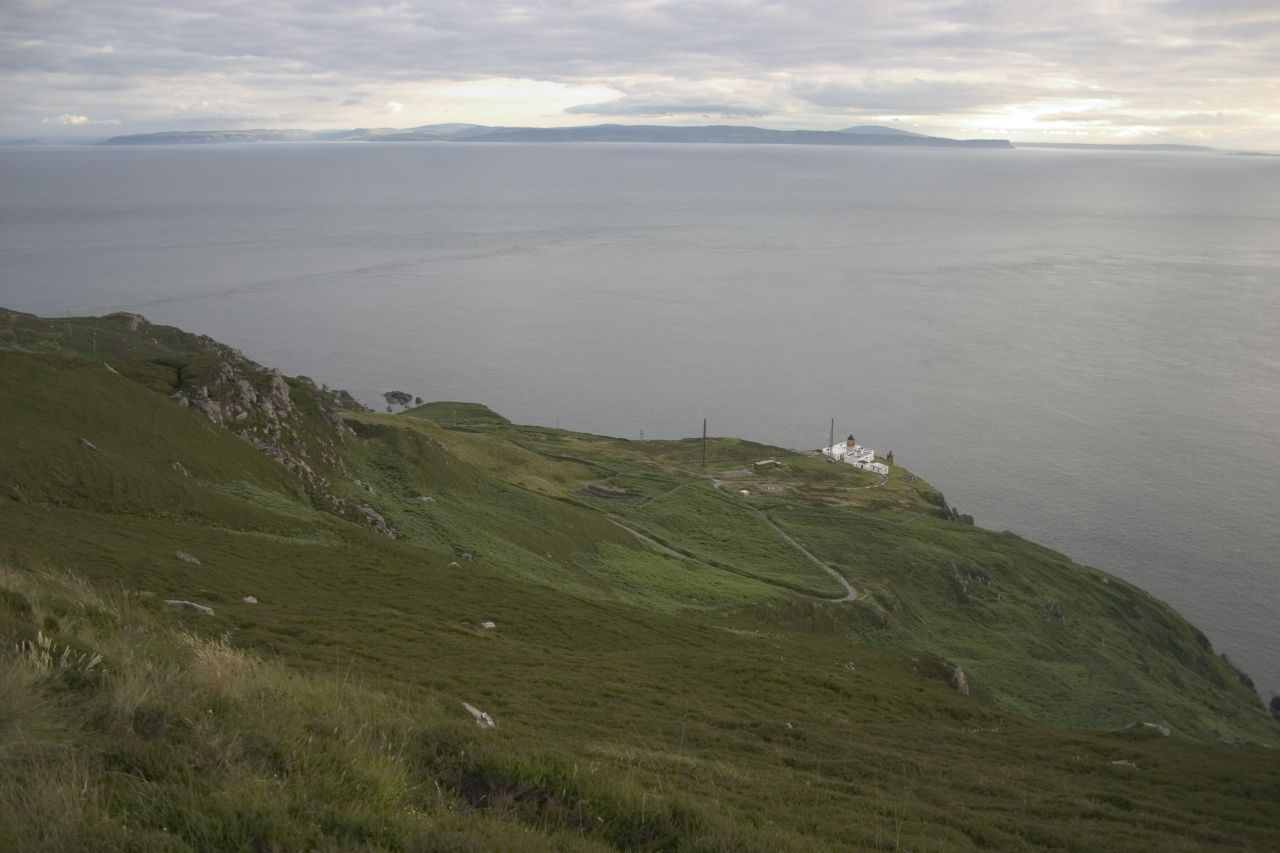
El faro del Mull of Kintyre.

- Capilla de Kilchousland, cerca de Peninver
- Kilcomkill, Southend - Capilla de San Columba, con las "huellas de San Columba" en las inmediaciones, donde se dice que el santo pisó por primera vez la tierra de Dalriada.
- Killean - Iglesia de San Juan
- Iglesia de Killean y Kilchenzie (siglo XVIII) en A'Chleit
- Abadía de Saddell
- Castillo de Saddell
- Castillo de Skipness
- Castillo de Tarbert

## Asentamientos prehistóricos
- Menhires de Ballochroy
- Menhir de Beacharr, cerca de Tayinloan
- Túmulo de Corriechrevie, intacto
- Dun Skeig - Fuertes de la Edad del Hierro cerca de Clachan
- Fuerte de Kildonan